# Saccocirrus jouinae
Saccocirrus jouinae är en ringmaskart som beskrevs av Brown 1981. Saccocirrus jouinae ingår i släktet Saccocirrus och familjen Saccocirridae. Inga underarter finns listade i Catalogue of Life.